# Letheobia largeni
Letheobia largeni — вид змій родини сліпунів (Typhlopidae). Ендемік Ефіопії.

## Поширення і екологія
Letheobia largeni відомі за типовим зразком, зібраним в околицях Гамбели на березі річки Баро, на висоті 500 м над рівнем моря. Вони живуть на луках.